# Планински моноциклизам
Планински моноциклизам је авантуристички спорт који се састоји од преласка неравног терена на моноциклу. Планински моноциклизам се обавља на сличном терену за брдски или планински бициклизам. Међутим, оно захтева много више пажње. Недостатак слободног зупчаника за моноциклу значи да се спуштање мора контролисати до краја а недостатак система зупчаника (иако су на располагању чворишта са два зупчаника) спречава возача да достигне велике брзине. Моноцикл се обично одвија на посебно дизајнираним једноцикличким моторима, који су опремљени са великим, гуменим гумама, педалама са високим приањањем и робусним оквирима. Неки су опремљени и са диск кочницама, при чему је полуга постављена испод носача седла. Кочница првенствено помаже у компензацији силе падине-падине, док је више стручних возача користи за успоравање или заустављање.
Овим возачима је такође потребно неколико додатних вештина него што је потребно за планински бициклизам или регуларни моноциклизам, а то су: издржљивост и равнотежа.

## Вештина
Када је моноциклизам у питању, потребна је способност да се прескачу рупе или увале.
Брзо клизање је техника којом се иде глатком стазом са стопалима ван педала и кочењем са једном ногом на врху гуме.

## Опрема
Моноцикл типично има широке гуме које лепо приањају уз површину, испуњене са средњим притиском ваздуха, док педале могу имати нагибну предњу контуру а педале не би требало да буду предуге како би се одржао размак између тла и педала. Седиште је фиксирано и носи предњи и задњи браник од круте пластике.

## Галерија
- Планински моноциклизам
- Моноцикл